# Kourovskoïe
Kourovskoïe (en russe : Куровское) est une ville de l'oblast de Moscou, en Russie. Elle fait partie du raïon d'Orekhovo-Zouïevo. Sa population s'élève à 21 089 habitants en 2017.

## Géographie
Kourovskoïe est arrosée par la Nerskaïa, un affluent de la Moskova, et se trouve à 83 km à l'est de Moscou.

## Histoire
Kourovskoïe fut mentionné pour la première fois au XVIe siècle, sous le nom de Kourovski (Куровский). En 1646, c'était le village de Kourovskaïa (Куровская). En 1952, il fut renommé Kourovskoïe et reçut le statut de ville.

## Population
Recensements (*) ou estimations de la population :
| 1926* | 1939*  | 1959*  | 1970*  | 1979*  | 1989*  |
| ----- | ------ | ------ | ------ | ------ | ------ |
| 3 373 | 11 422 | 16 350 | 17 476 | 19 329 | 21 139 |

| 2002*  | 2010*  | 2014   | 2015   | 2016   | 2017   |
| ------ | ------ | ------ | ------ | ------ | ------ |
| 19 507 | 21 819 | 21 436 | 21 246 | 21 223 | 21 089 |

## Économie
La principale entreprise de Kourovskoïe est la société OAO Kourovski Tekstil (russe : ОАО Куровский текстиль), qui fabrique du coton tissé ou tricoté.